# La Stella (tarocchi)

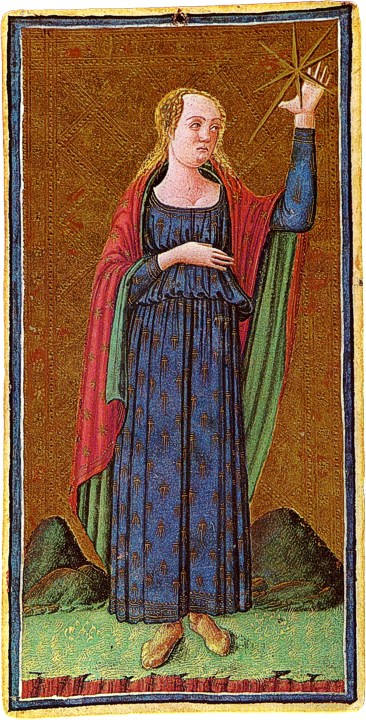
La stella nel mazzo Visconti-Sforza.

La Stella è la diciassettesima carta degli arcani maggiori dei tarocchi; è conosciuta anche come Le Stelle.

## Rappresentazioni
Nei tarocchi Rider-Waite ed in quello di Marsiglia la carta raffigura una donna nuda, in riva ad un ruscello. Ha nelle mani due brocche con una delle quali versa un liquido nell'acqua e con l'altra sulla terra. La donna richiama il pantheon delle divinità femminili accostate all'acqua e quindi alla vita, tra cui Venere, Afrodite, la gran Madre di tutte le creature Matrimah, e via dicendo; con queste infatti condivide anche la rappresentazione, nella sua nudità e nell'eleganza delle forme. 
In cielo brilla una grande stella a otto punte, attorniata da altre sette stelle più piccole, che potrebbero rappresentare l'Orsa Maggiore oppure le Pleiadi. Il numero non è casuale, infatti l'otto è il numero dell'infinito, dell'ordine cosmico e di ciò che veglia su questa donna, richiamato anche nella dicitura dell'Arcano 17 (1+7=8).
Nei mazzi più antichi è raffigurata una donna in piedi con il viso rivolto ad una stella.

## Simbolismo
La carta simboleggia la speranza e l'attesa di una nuova alba.
La stella viene interpretata come la Stella cometa che guida i Re Magi.
L'uccello appollaiato sull'albero è un ibis, simbolo dell'anima.

## Significato
Come per tutti gli Arcani Maggiori, anche il significato del Le Stelle va letto in base a come la carta compare nel gioco: se diritta, o al rovescio; ed in base alla sua posizione e alle carte vicine.  Anche se si tratta di un Arcano non particolarmente forte e quindi abbastanza influenzabile, Le Stelle è una carta equilibrata tra polo positivo e negativo; si manifesta a due o tre mesi dalla lettura, ma la sua influenza può durare oltre a un anno. 

### Carta dritta
Quando Le Stelle compare dritta nel gioco la situazione è favorevole: le prospettive sono rosee, il momento propizio e gli influssi astrali proteggono il consultante. È una rinascita, la conclusione di un percorso tormentato ma in cui gli ostacoli sono stati superati e che ora promette realizzazione e soddisfazione, una ricompensa, la concretizzazione di un sogno. Arcano della speranza per eccellenza, Le Stelle segnala fortuna e protezione spirituale e terrena, guadagnate grazie alle qualità del consultante.
Colui che è baciato da Le Stelle è intelligente e intuitivo, ottimista e fiducioso in sé stesso oltre che nell'universo, che quando questo Arcano si manifesta sta operando a suo favore. La situazione è armoniosa in ogni ambito, e anche se la parvenza è quella di calma e stabilità, tutto, sotto la superficie, sta cambiando e si sta rinnovando in modo graduale. Le Stelle simboleggiano buoni consigli, da dare e ricevere, un'acuta attenzione alla vita interiore e al rapporto esoterico con tutto ciò che ci circonda. 
In amore c'è una nuova relazione all'orizzonte, capace di coinvolgere su tutti i livelli: attrazione, complicità spirituale, tenerezza, coinvolgimento spirituale. Un amore totalitario in cui le anime si fondono e che garantisce un futuro sentimentale più che felice. L'Arcano simboleggia anche maternità e la concretizzazione dell'idea di famiglia.
Sul piano lavorativo indica ottime possibilità di successo, attenzione al bello e alla raffinatezza. Ottime le posizioni negli ambiti artistici: musica, moda, poesia...
Quando Le Stelle compare nel gioco e rappresenta una persona fisica rappresenta sempre una presenza benefica per il consultante, in grado di fornire aiuto e consigli in maniera disinteressata. Una persona affidabile e coraggiosa, spesso impegnata in ambiti artistici. Talvolta fa riferimento a una coppia.

### Carta rovesciata
Tutto ciò che Le Stelle assicurano quando la carta compare diritta, svanisce quando questa viene capovolta. Niente più fortuna o protezione, ma al contrario un momento difficile in cui nulla sembra smuoversi, fatto di sfortuna e imprevisti.
Ostacoli, delusioni, speranze continuamente disattese: il periodo sembra eterno e la via di uscita sembra introvabile, il consultante si sente impantanato in una vita che non vuole ma allo stesso tempo incapace di cambiare rotta, ne derivano frustrazione e insicurezza. Ogni tanto è compromessa l'oggettività, e si diventa imprudenti e poco ragionevoli, inclini alla fuga dalla realtà con alcol, droga, e relazioni pericolose, fino alla apatia. 
Non solo sfiducia nel mondo e pessimismo cronico, il consultante si ostina nelle sue convinzioni e rifiuta un cambiamento necessario. Talvolta le Stelle al contrario indicano anche superficialità e una propensione ad ingannare il prossimo, pessimo rapporto con la propria parte istintuale e con il mondo che ci circonda.
Quando l'Arcano compare al contrario, in amore preconizza disinteresse e freddezza, tradimenti tra i partner e una gravidanza non voluta. 
Sul lavoro invece l'insoddisfazione regna su qualsiasi situazione in cui è inserito il consultante: professioni degradanti e non gradite, ambiente di lavoro negativo, triste e non stimolante. I progetti falliscono ancora prima di iniziare e portano con sé frustrazione e incapacità di reazione, i contratti proposti potrebbero contenere inganni e truffe. Le invidie verso il consultante sono molte e preoccupanti.
Quando Le Stelle simboleggiano una persona si tratta di qualcuno di falso e che trama contro il consultante, un individuo mediocre che però si crede un grande artista, oppure qualcuno facile alle dipendenze, un tossico o un alcolista.